# Уиндем (Западная Австралия)
Уиндем (англ. Wyndham) — небольшой портовый город на северо-западе Австралии, на территории штата Западная Австралия. Входит в состав графства Уиндем-Ист-Кимберли.

## История

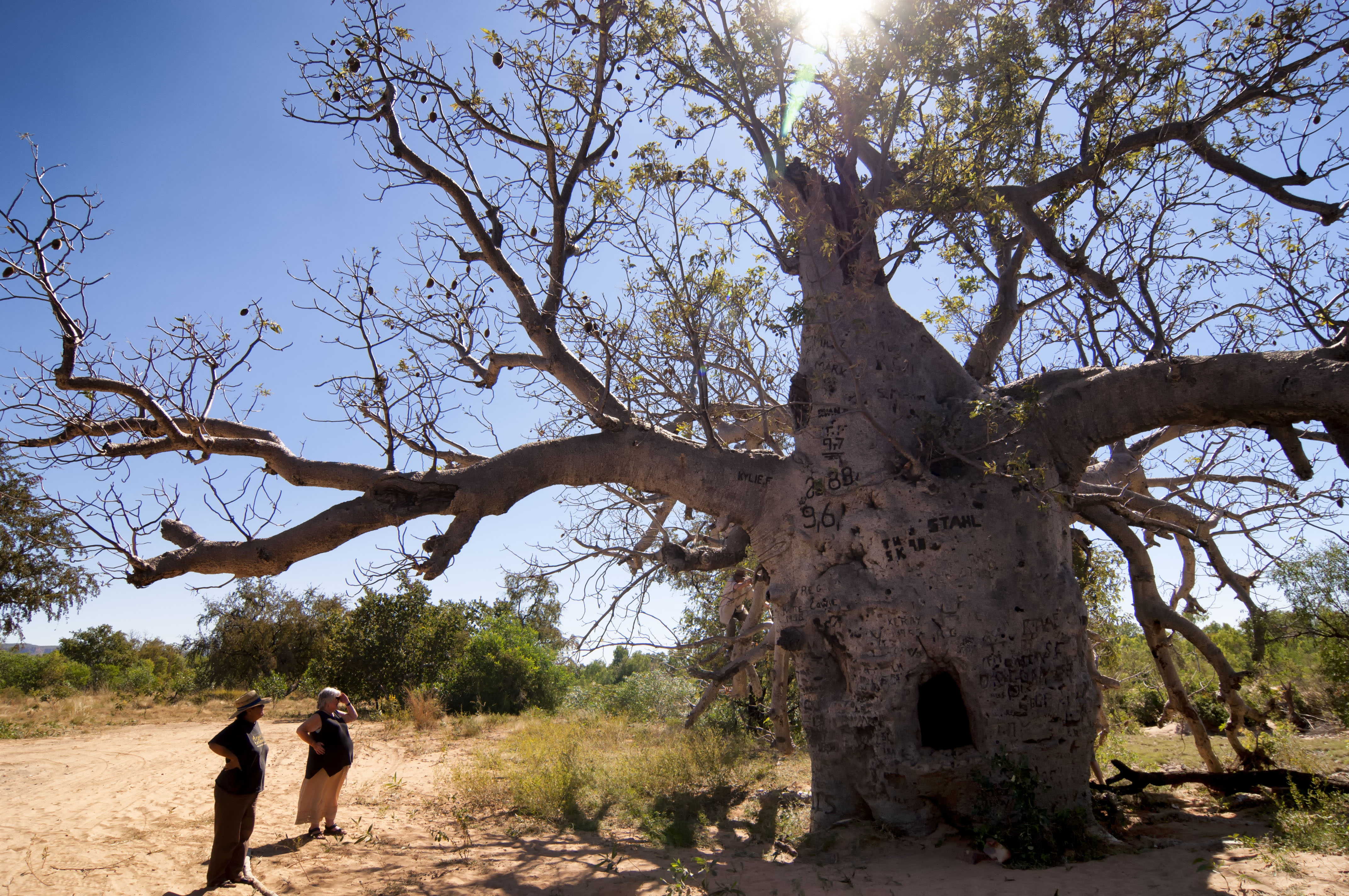
Боаб-тюрьма около Уиндема.

Первым европейцем, посетившим местность, где ныне расположен город, был британский адмирал, исследователь австралийского побережья Филипп Паркер Кинг. В 1819 году, он открыл и дал имя заливу Кембридж, а после поднялся вверх по течению реки, позже получившей его (Кинга) имя.

Уиндем был основан в 1886 году во время Золотой лихорадки, после окончания которой, в 1888 году, город постепенно начал клониться к упадку.
Во время Второй мировой войны, город несколько раз подвергался бомбардировкам со стороны японской авиации.

## Географическое положение

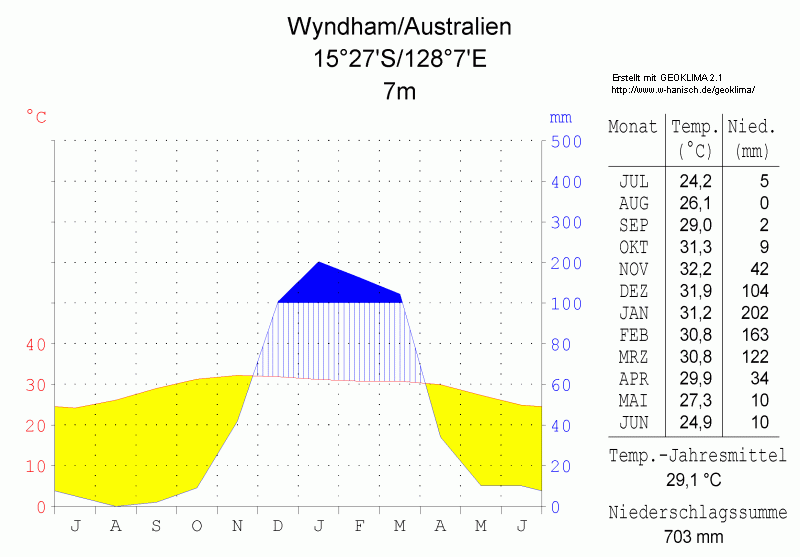
Климат Уиндема

Город находится в северо-восточной части штата, на берегу залива Кембридж, являющегося частью залива Жозеф-Бонапарт Тиморского моря, к северу от реки Кинг. Абсолютная высота — 74 метра над уровнем моря.
Уиндем расположен на расстоянии приблизительно 2180 километров к северо-востоку от Перта, административного центра штата.

## Демография
По данным переписи 2011 года численность населения Уиндема составляла 788 человек.
Динамика численности населения города по годам:
| 2001 | 2006 | 2011 |
| ---- | ---- | ---- |
| 784  | 669  | 788  |

По данным переписи 2006 года в городе проживало 669 человек, из которых мужчины составляли 53,8 %, женщины — соответственно 46,2 %. 38,3 % горожан являлись представителями коренного населения Австралии (при общеавстралийском показателе 2,3 %).

Население города по возрастному диапазону по данным переписи 2006 года распределилось следующим образом: 22 % — жители младше 14 лет, 11,7 % — между 15 и 24 годами, 44,8 % — от 25 до 54 лет, 13,6 % — от 55 до 64 лет и 7,9 % — в возрасте 65 лет и старше. Средний возраст составлял 34 года. Перепись также показала, что 5,3 % горожан родились за пределами Австралии. Великобритания является родиной для 2,4 % жителей города, далее следуют Ирландия (1 %), Германия (1 %) и Новая Зеландия (0,9 %). 
Для большинства жителей Уиндема родным языком является английский; некоторые знают также язык китья (относится к австралийским языкам), маори и австралийский криол.
Перепись населения 2006 года показала, что в конфессиональной структуре населения 23 % составляют католики. На втором месте стоит группа, относящая себя к атеистам — 17,5 %, далее идут англикане — 9,7 %, пятидесятники — 3 % и христиане не дифференцированные по конфессиональному принципу — 1,9 %.

## Транспорт
К юго-востоку от города расположен одноимённый аэропорт (IATA: WYN, ICAO: YWYM). Также город является северной конечной точкой Великого Северного шоссе (Great Northern Highway), которое связывает Уиндем с городом Перт.